# Kertayasa (Mandiraja)
Kertayasa is een bestuurslaag in het regentschap Banjarnegara van de provincie Midden-Java, Indonesië. Kertayasa telt 5519 inwoners (volkstelling 2010).